# راسل هولمز
راسل هولمز (انگلیسی: Russell Holmes؛ زادهٔ ۱ ژوئیهٔ ۱۹۸۲ در آناهایم، کالیفرنیا) بازیکن والیبال اهل آمریکا عضو تیم ملی والیبال ایالات متحده آمریکا و باشگاه آسیکو رسوویا ژشوف است. هولمز یکی از اعضای تیم ملی آمریکا در بازی‌های المپیک ۲۰۱۲ لندن بود و دارنده مدال طلا لیگ جهانی ۲۰۱۴ است.